# Adenophorus oahuensis
Adenophorus oahuensis är en stensöteväxtart som först beskrevs av Edwin Bingham Copeland, och fick sitt nu gällande namn av L. Bishop. Adenophorus oahuensis ingår i släktet Adenophorus och familjen Polypodiaceae. Inga underarter finns listade.